# Mugilogobius fasciatus
Mugilogobius fasciatus är en fiskart som beskrevs av Helen K. Larson 2001. Mugilogobius fasciatus ingår i släktet Mugilogobius och familjen smörbultsfiskar. IUCN kategoriserar arten globalt som otillräckligt studerad. Inga underarter finns listade i Catalogue of Life.